# Cocquiel

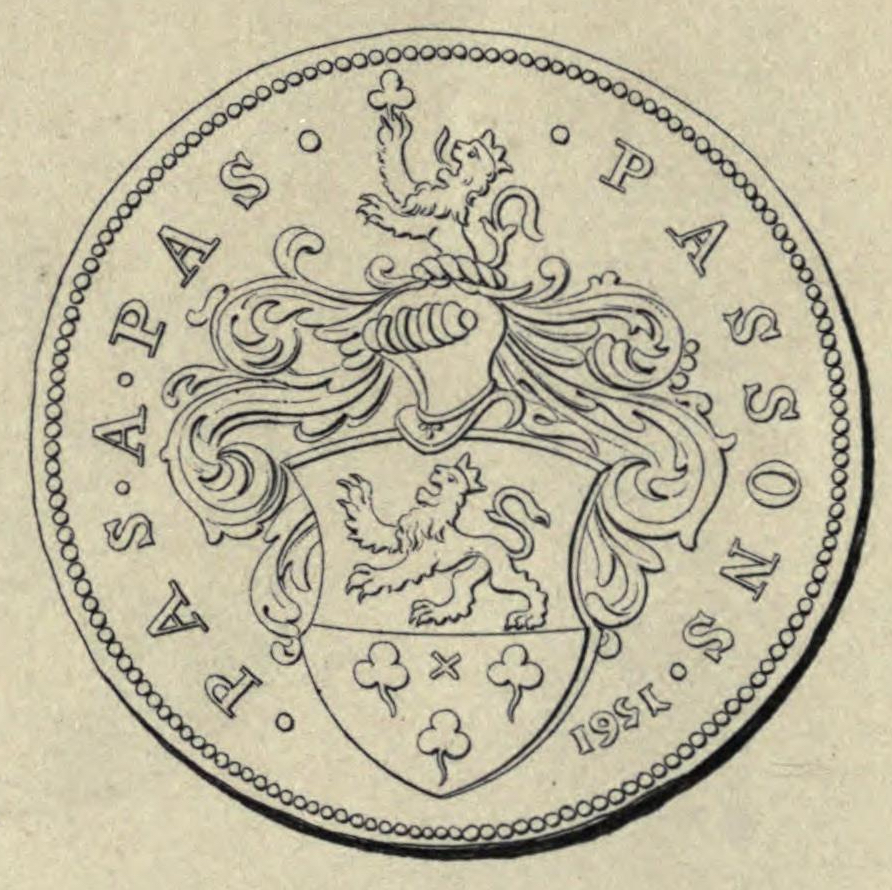

Coquiel, ook de Cocquiel de Terherleir, was een Zuid-Nederlandse adellijke familie.

## Geschiedenis
Keizer Karel verleende in 1539 erfelijke adel aan de broers Nicolas en Michaël de Cocquelle.
Tot deze familie behoorde de zestiende-eeuwse politicus Charles de Cocquiel (1508 - na 1560) die een belangrijke rol speelde in Antwerpen, maar vanwege zijn protestantse overtuiging samen met verschillende van zijn kinderen het land ontvluchtte. Zijn zoon, de officier Antoine de Cocquiel (1545-1616), bleef een fervente katholiek. Hij diende Spanje als officier onder de landvoogden Requesens en Alexander Farnese. In 1592 verdedigde hij het belegerde Steenwijk tegen Maurits van Nassau, maar werd verslagen. Hij werd gepromoveerd tot de graad van kolonel en werd gouverneur van Hesdin in Artesië.

## Genealogie
- Jean-Alexandre de Cocquiel (1657-1707), x Anne-Isabelle Lemmens
  - Jean-Charles de Cocquiel (1688-1734), x Marie-Françoise van de Bossche, vrouwe van Terherleir
    - Arnold de Cocquiel (1726-1814), heer van Terherleir, x Jeanne de Wilde
      - Eugène-Charles de Cocquiel (1770-1813), x Marie-Jacqueline Diercxsens 
        - Eugène de Cocquiel de Terherleir (zie hierna)

  - Pierre-Léonard de Cocquiel (1690-1729), x Anne-Thérèse Goris
    - Jean-Charles de Cocquiel (°1721), x Isabelle Goris
      - Louis Cocquiel (zie hierna)

## Eugène de Cocquiel de Terherleir
Eugène-Arnold de Cocquiel de Terherleir (Antwerpen, 12 maart 1798 - 6 juli 1844) trouwde in 1821 met Jeanne-Françoise Janssens (1792-1855). In 1822 werd hij erkend in de erfelijke adel onder het Verenigd Koninkrijk der Nederlanden, met de titel ridder voor hem en al zijn mannelijke afstammelingen en met vergunning de Terherleir aan de familienaam toe te voegen. Het echtpaar had vijf kinderen, maar gebrek aan afstammelingen maakte dat deze familietak in de tweede helft van de negentiende eeuw uitdoofde. 
De laatste mannelijke telg was Eugène de Cocquiel de Terherleir (° 1824), die tot doctor in de rechten promoveerde en notaris werd, eerst in Halle, vervolgens in Brussel. Hij trouwde met de dochter van de burgemeester van Koekelberg, Emma Broustin. Hun zoon en hun dochter bleven kinderloos.

## Louis de Cocquiel

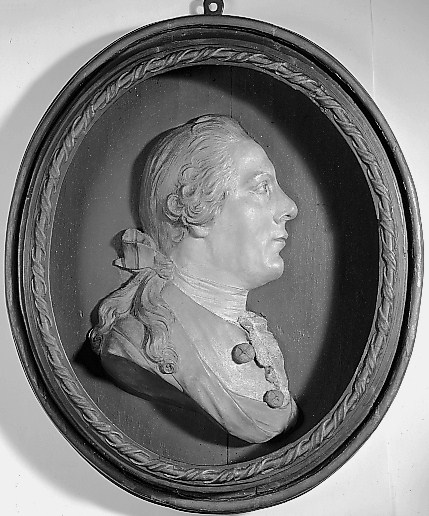
L.F.C.J. de Cocquiel

Louis Charles Joseph de Cocquiel (Antwerpen, 25 september 1765 - 7 september 1829) trouwde in 1798 met Aldegonde Beeckmans (° 1762). Hun enige dochter, Marie-Thérèse Cocquiel (1799-1878), trouwde met Alexandre Carpentier (1793-1843). In 1822, onder het Verenigd Koninkrijk der Nederlanden, werd Louis erkend in de erfelijke adel, met de titel ridder overdraagbaar op alle mannelijke afstammelingen.